# Боб Лазар
Роберт Скот Лазар (Корал Гејблс, 26. јануар 1959) је амерички теоретичар завера, који тврди да је радио на обрнутом инжењерингу ванземаљске технологије на локацији званој С-4 у близини Области 51. Лазар је изјавио да НЛО летелице користе погон на бази гравитационих таласа. Лазар тврди да НЛО летелице користе московијум (елемент 115). Такође Лазар тврди да је читао документе владе да су још пре 10.000 година били присутни ванземаљци на планети Земљи. Лазарове тврдње довеле су до откривања јавности Области 51. Универзитети из којих је Лазар тврдио да има дипломе не показују никакву евиденцију о њему.